# Dopływ do pojedynczego odwiertu
Dopływ do pojedynczego odwiertu – równoważnie: Dopływ do pojedynczej studni – pojęcie z zakresu hydrodynamiki podziemnej, inżynierii złożowej i hydrogeologii odnoszące się do dopływu płynu z poziomej, nieograniczonej warstwy porowatej do pionowego odwiertu.

## Założenia
W analizie dopływu do pojedynczego odwiertu przyjmuje się następujące założenia:
- Dopływ następuje z warstwy porowatej o określonej, stałej przepuszczalności {\displaystyle K} i porowatości {\displaystyle \phi .}
- Warstwa, z której następuje dopływ, jest nieograniczoną warstwą poziomą o stałej miąższości {\displaystyle h.}
- Przepływ płynu w całym obszarze warstwy porowatej odbywa się w reżimie ciśnieniowym lub też alternatywnie w reżimie freatycznym.
- Przepływ płynu w całym obszarze warstwy porowatej ma charakter laminarny i podlega formule Darcy’ego.
- Odwiert jest pionowy, prostopadły do warstwy porowatej i charakteryzuje się symetrią cylindryczną.

## Równanie transportu płynu w otoczeniu odwiertu
Transport płynu w otoczeniu odwiertu odbywający się w reżimie ciśnieniowym opisany jest równaniem:
{\displaystyle \mathrm {div} \left({\frac {K}{\mu }}\,\mathrm {grad} \,P\right)=0,}
które w symetrii cylindrycznej upraszcza się do postaci:
{\displaystyle {\frac {1}{r}}\,{\frac {d}{dr}}\left({\frac {K}{\mu }}\,r{\frac {dP}{dr}}\right)=0,}
gdzie {\displaystyle P} jest ciśnieniem płynu w warstwie porowatej, {\displaystyle \mu } jest lepkością płynu, a {\displaystyle r} jest odległością od osi odwiertu.
Rozwiązanie ogólne powyższego równania ma postać:
{\displaystyle P(r)=A+B\ln(r).}
Stałe całkowania {\displaystyle A,\,B} wyznacza się z warunków brzegowych, które przyjmuje się najczęściej w następującej postaci:
Ciśnienie na ściance odwiertu znajdującej się w odległości {\displaystyle R_{w}} od jego promienia wynosi {\displaystyle P_{w}{:}}
{\displaystyle \left.P(r)\right|_{r=R_{w}}=P_{w}.}
Ciśnienie na brzegu cylindrycznej strefy drenażu odwiertu znajdującym się w odległości {\displaystyle R_{e}} od promienia odwiertu wynosi {\displaystyle P_{e}{:}}
{\displaystyle \left.P(r)\right|_{r=R_{e}}=P_{e}.}

## Rozkład ciśnienia w strefie drenażu odwiertu
Warunki brzegowe pozwalają na wyznaczenie stałych całkowania {\displaystyle A,\,B} w rezultacie czego rozkład ciśnienia w otoczeniu odwiertu przyjmuje postać:
{\displaystyle P(r)=P_{w}+{\frac {P_{e}-P_{w}}{\ln(R_{e}/R_{w})}}\,\ln \left({\frac {r}{R_{w}}}\right).}
Rozkład ciśnienia w otoczeniu odwiertu przyjmuje kształt krzywoliniowego stożka, zwanego stożkiem depresyjnym. Tworząca tego stożka jest krzywą logarytmiczną. Różnica między ciśnieniem na brzegu strefy drenażu i ciśnieniem na ściance odwiertu {\displaystyle P_{e}-P_{w}} nosi nazwę depresji odwiertu.

## Rozkład prędkości w otoczeniu odwiertu
Rozkład prędkości filtracji {\displaystyle u} w otoczeniu odwiertu obliczyć można korzystając z formuły Darcy’ego:
{\displaystyle \mathbf {u} =-{\frac {K}{\mu }}\,\mathrm {grad} \,P,}
która w rozpatrywanym przypadku upraszcza się do postaci:
{\displaystyle u(r)=-{\frac {K}{\mu }}\,{\frac {dP(r)}{dr}}.}
Podstawienie przedstawionego powyżej rozkładu prędkości i przeprowadzenie różniczkowania daje:
{\displaystyle u(r)=-{\frac {K}{\mu }}\,{\frac {P_{e}-P_{w}}{\ln(R_{e}/R_{w})}}\,{\frac {1}{r}}.}
Znak ujemny w powyższej formule pochodzi stąd, że podczas dopływu do odwiertu wektor prędkości płynu ma kierunek przeciwny do wersora cylindrycznego układu współrzędnych {\displaystyle \mathbf {e} _{r}.}
Z powyższego wzoru wynika, że największa (co do wartości bezwzględnej) prędkość filtracji w otoczeniu pojedynczego odwiertu ma miejsce na jego ściance i wynosi ona:
{\displaystyle u(R_{w})=-{\frac {K}{\mu }}\,{\frac {P_{e}-P_{w}}{\ln(R_{e}/R_{w})}}\,{\frac {1}{R_{w}}}.}
W miarę oddalania się od odwiertu prędkość filtracji maleje (co do wartości bezwzględnej) jak {\displaystyle 1/r.}

## Natężenie dopływu do odwiertu
Wielkość natężenia dopływu z warstwy porowatej o miąższości {\displaystyle h} do pojedynczego odwiertu (zwane też wielkością produkcji odwiertu) {\displaystyle Q} wynosi:
{\displaystyle Q={\frac {2\pi Kh}{\mu }}\,{\frac {P_{e}-P_{w}}{\ln(R_{e}/R_{w})}}.}
Wzór powyższy jest wzorem teoretycznym otrzymanym na podstawie równań hydrodynamiki podziemnej. W praktyce jednak rzeczywista wielkość produkcji odwiertu jest zazwyczaj mniejsza od wielkości teoretycznej. Odwiert,
dla którego próbne pompowanie potwierdza poprawność podanego wyżej wzoru nosi nazwę odwiertu hydrodynamicznie doskonałego. Dla celów praktycznych stosuje się modyfikację powyższego wzoru w postaci:
{\displaystyle Q={\frac {2\pi Kh}{\mu }}\,{\frac {P_{e}-P_{w}}{\ln(R_{e}/R_{w})+s}},}
gdzie {\displaystyle s} jest tzw. współczynnikiem nakórkowości zwanym też z angielska współczynnikiem skin efektu. Określa on odchyłkę hydrodynamicznych własności odwiertu od odwiertu hydrodynamicznie doskonałego. Im większa jest wartość współczynnika nakórkowości tym mniejsza jest wielkość rzeczywistej produkcji odwiertu przy zadanej wartości depresji. Wielkość współczynnika naskórkowości może być wyznaczona dla poszczególnych odwiertów jedynie w sposób doświadczalny podczas próbnego pompowania.